# Thomas Howard, 2:e hertig av Norfolk
Thomas Howard, earl av Surrey, sedermera 2:e hertig av Norfolk,  död 1524, var en engelsk statsman, son till John Howard, 1:e hertig av Norfolk, gift med Agnes Howard, far till Thomas Howard, 3:e hertig av Norfolk och William Howard, 1:e baron Howard av Effingham. 
Norfolk var som yngling hovman hos Edvard IV, fick 1483 av Rikard III titeln earl av Surrey, tillfångatogs 1485 vid Bosworth och hölls i mer än tre år av Henrik VII fången i Towern, men återfick 1489 släktgodsen och earltiteln samt användes att kuva upprorsförsök och vakta gränsen mot skottarna.
1501-1522 var han lordskattmästare, ansågs under Henrik VIII:s första regeringsår som dennes främste rådgivare och vann 1513 den stora segern över skottarna vid Flodden, för vilken han 1514 upphöjdes till hertig av Norfolk. Howard undanträngdes sedan dock småningom av Wolsey från allt inflytande på kungens utrikespolitik.
Han var morfar till Anne Boleyn, Henrik VIII:s andra hustru, och farfar till Katarina Howard, Henrik VIII:s femte hustru.